# 安田村 (鳥取県)
安田村（やすだそん）は、鳥取県東伯郡にあった村。現在の東伯郡琴浦町の一部にあたる。

## 地理
勝田川と黒川（箆津川）の下流域に位置していた。

## 歴史
- 1889年（明治22年）10月1日、町村制の施行により、八橋郡箆津村、梅田村、湯坂村、八幡村、光村、尾張村が合併し村制施行し安田村が発足[1][2]。旧村名を継承した箆津、梅田、湯坂、八幡、光、尾張の6大字を設置[2]。
- 1896年（明治29年）4月1日、郡の統合により東伯郡に所属[2]。
- 1954年（昭和29年）1月1日、東伯郡赤碕町、成美村、以西村と合併し赤碕町が存続して廃止された[1][2]。合併後、赤碕町大字箆津・梅田・湯坂・八幡・光・尾張となる[2]。

### 地名の由来
この地域が古くに安田荘（郷）と称したことにちなむ。

## 産業
- 農業、畜産、林業、工業、水産業[2]